# 科希夫卡 (切尔尼希夫区)
51°33′27″N 31°10′46″E / 51.55750°N 31.17944°E

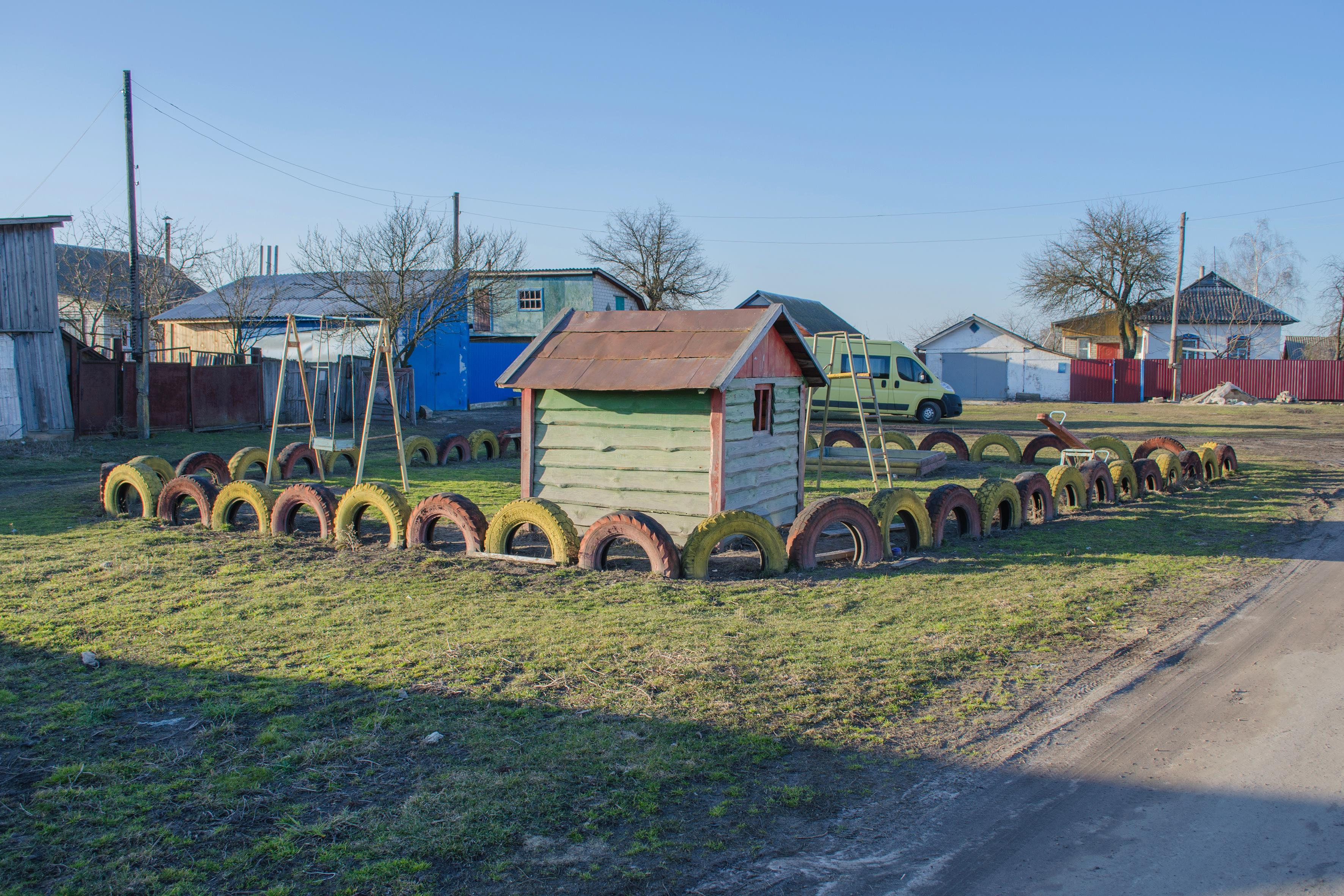
科希夫卡

科希夫卡（烏克蘭語：Кошівка），是烏克蘭北部切爾尼希夫州切爾尼希夫區新比洛乌斯市镇的村落。始建於1657年，面積0.05平方公里，海拔高度118米，2001年人口204。